# Атлантік ЗПГ
Атлантік ЗПГ — завод із виробництва зрідженого природного газу, споруджений на острові Тринідад. Споруджений для роботи на основі ресурсів навколишніх офшорних родовищ (Гібіскус, Долфін та інші).
Першу технологічну лінію заводу потужністю 3,1 млн т ЗПГ на рік ввели в експлуатацію у 1999 році. Надалі відбулось стрімке нарощування можливостей заводу: лінія 2 (2002), лінія 3 (2003) та лінія 4 (2005), в результаті чого загальна потужність Атлантік ЗПГ сягнула 14,8 млн т (20,7 млрд м³ на рік). При цьому четверта лінія з потужністю 5,2 млн т ЗПГ (плюс 12 тисяч барелів  зріджених вуглеводневих газів на добу) стала найбільшою в світі на момент спорудження.
Зберігання продукції першої лінії забезпечували два резервуари загальною ємністю 102000 м3, другу і третю обслуговує резервуар у 160000 м3 і таку ж ємність має сховище четвертої лінії. Відвантаження здійснюється через два 700-метрові причали, здатні приймати газові танкери розміром до 145000 м3.
Проект реалізував консорціум у складі AMOCO (34 %), BG (26 %), Repsol (20 %), іспанської Cabot та Національної газової компанії Тринідаду і Тобаго (по 10 %). Згадана тільки що Cabot також підписала 20 річну угоду на закупівлю продукції. Іншим великим споживачем стали США, проте по мірі розвитку в них власного виробництва внаслідок «сланцевої революції» основними покупцями тринідадського газу виявились країни Південної Америки (49 % у 2014 році). У 2014 році Атлантик ЗПГ відправив споживачам 3000-й газовоз із своєю продукцією.
Вичерпання ресурсів тринідадських родовищ призвело до падіння виробництва заводу. Так, у 2016-му він отримував лише 70 % потрібного газу, і очікується, що в 2017 році цей показник впаде до 65 %. Виправити ситуацію може розробка транскордонного з Венесуелою родовища Лоран-Манаті та поставки венесуельського газу із родовища Драгон, про що сторони домовились у грудні 2016 року. Втім, на реалізацію цих проектів потрібен певний час.